# Gastrotheca dendronastes
Gastrotheca dendronastes är en groddjursart som beskrevs av William Edward Duellman 1983. Gastrotheca dendronastes ingår i släktet Gastrotheca och familjen Hemiphractidae. IUCN kategoriserar arten globalt som sårbar. Inga underarter finns listade i Catalogue of Life.